# Olivet (Michigan)
Olivet – miasto w Stanach Zjednoczonych, w stanie Michigan, w hrabstwie Eaton.